# Sycon stauriferum
Sycon stauriferum är en svampdjursart som först beskrevs av Preiwisch 1904.  Sycon stauriferum ingår i släktet Sycon och familjen Sycettidae. Inga underarter finns listade i Catalogue of Life.